# Francesco Gargano
Francesco Gargano, född 26 april 1896 i Grammichele på Sicilien, död 29 oktober 1975 i Slottsstadens församling i Malmö, var en italiensk fäktare som vann OS-guld i lagsabel vid olympiska sommarspelen i Antwerpen 1920.
Francesco Gargano var tränare i Malmö Fäktklubb av 1919 mellan 1946 och 1975. Innan dess var Gargano fäktmästare på FFF i Stockholm. Under Garganos tid tränade han flera landslagsfäktare och han ansågs under 1960- till 1970-talet vara en av de bästa fäktmästarna i världen. Han är begravd på Börringe kyrkogård.

## Biografi
Francesco Gargano föddes på Sicilien men växte upp i Genua. Han kom till Sverige 1935 och kom fram till sin död 1975 vara Sveriges ledande tränare inom fäktning. Det var Föreningen för fäktkonstens främjande i Stockholm som lyckades engagera Gargano via kontakt och förhandlingar med den italienska legationen i Stockholm och idrottsmyndigheterna i Rom. Gargano var då fäktmästare i Società del Giardino di Milano. Han efterträdde fransmannen maître d'armes Alfred Hubert som fäktmästare. I samband med en klubbafton i mars 1935 hälsades han välkommen. Svenska Dagbladet skrev: "den nya fäktmästaren gjorde verklig succé genom sin kattlika smidighet, oerhörda snabbhet och vighet och inte minst sin utsökta vapenföring."
Gargano blev känd som "Maestro" och fick en tidig framgång när det svenska laget tog OS-silver i Berlin 1936. Efter en period i Stockholm bosatte han sig i Malmö där han gifte sig med Kerstin Gargano. Hans tid i Sverige avbröts av andra världskriget då han som reservofficer kallades in till den italienska militären. När han lämnade Sverige 1940 hyllades han i Dagens Nyheter som "en sällsynt framstående fäktmästare och en ovanligt gedigen och fin karaktär". 1940 fick han även motta Svenska Fäktförbundets högsta utmärkelse. 1941 återkom han till Sverige och Stockholm där han arbetade med fäktmästaren Uno Thulin. Han var även i Malmö där han bland annat tränade Hans Drakenberg.
Efter återkomsten till Sverige blev han tränare i Malmö Fäktklubb av 1919. Fäktmästaren Orvar Jönsson var assisterande tränare till Gargano 1967–1975. Han utsågs även till fäktmästare i Lugi 1951. Från 1964 var han tränare för Rolf Edling som under Garganos ledning blev världsmästare i fäktning.